# Birmingham Senior Cup
Birmingham Senior Cup är en fotbollstävling för fotbollsklubbar som är med i Birmingham County FA. Den startade 1875 och är en av de äldsta regionala fotbollstävlingar som fortfarande arrangeras. Tipton vann den första finalen 1876 mot Aston Villa med 1-0.
Birmingham Senior Cup är en lokal fotbollscup som alla West Midlands stora klubbar, Aston Villa, Birmingham City, West Bromwich Albion, Coventry City, Walsall och Wolverhampton Wanderers deltar i. Dock har de större klubbarna på senare år börjat behandla cupen som en reserv- eller ungdomslags tävling, detta har givit icke-ligaklubbarna större chans att vinna tävlingen.
De regerande mästarna är Hednesford Town som vann mot Stourbridge med 2-0 i 2008–09 års final. 

## Tidigare finaler

### 1800-talet
1875-76 Tipton 1-0 Aston Villa

1876-77 Wednesbury Old Athletic 3-2 Stafford Road

1877-78 Shrewsbury Town 2-1 Wednesbury Strollers

1878-79 Wednesbury Old Athletic 3-2 Stafford Road

1879-80 Aston Villa 3-1 Saltley College

1880-81 Walsall Swifts 1-0 Aston Villa

1881-82 Aston Villa 2-1 Wednesbury Old Athletic

1882-83 Aston Villa 3-2 Wednesbury Old Athletic

1883-84 Aston Villa 4-0 Walsall Swifts

1884-85 Aston Villa 2-0 Walsall Swifts

1885-86 West Bromwich Albion 1-0 Walsall Swifts

1886-87 Long Eaton Rangers 1-0 West Bromwich Albion

1887-88 Aston Villa 3-2 West Bromwich Albion

1888-89 Aston Villa 3-0 Wolverhampton Wanderers

1889-90 Aston Villa 3-0 West Bromwich Albion

1890-91 Aston Villa 3-0 Wednesbury Old Athletic

1891-92 Wolverhampton Wanderers 5-2 West Bromwich Albion

1892-93 Wolverhampton Wanderers 3-0 Aston Villa

1893-94 Wolverhampton Wanderers beat West Bromwich Albion

1894-95 West Bromwich Albion 1-0 Aston Villa

1895-96 Aston Villa 2-0 Sheffield United

1896-97 Walsall 2-1 Wolverhampton Wanderers

1897-98 Walsall 3-1 Wolverhampton Wanderers

1898-99 Aston Villa 4-1 Port Vale

1899-00 Wolverhampton Wanderers 2-1 Port Vale

### 1900-talet
1900-01 Stoke 4-3 Aston Villa

1901-02 Wolverhampton Wanderers 1-0 Aston Villa

1902-03 Aston Villa 3-0 West Bromwich Albion

1903-04 Aston Villa 3-1 Wolverhampton Wanderers

1904-05 Small Heath 7-2 West Bromwich Albion

1905-06 Aston Villa 3-1 Birmingham

1906-07 Birmingham 5-3 Wolverhampton Wanderers

1907-08 Aston Villa 6-0 Walsall

1908-09 Aston Villa 2-1 Wolverhampton Wanderers

1909-10 Aston Villa 2-1 Stoke

1910-11 Coventry City 2-1 Stourbridge

1911-12 Aston Villa 2-1 Willenhall Pickwick

1912-13 Port Vale 1-0 Wolverhampton Wanderers

1913-14 Stoke 2-1 Port Vale

1914-15 Birmingham 2-0 Stoke

1915-19 Ingen tävling på grund av Första Världskriget

1919-20 Birmingham 3-0 Stoke

1920-21 Birmingham 5-1 Stoke

1921-22 Birmingham 2-1 Wellington Town

1922-23 Coventry City 2-1 Bilston United

1923-24 Wolverhampton Wanderers 2-1 Aston Villa

1924-25 Redditch Town 1-0 Cradley Heath

1925-26 Burton Town 3-0 Wellington Town

1926-27 Cradley Heath 1-0 Burton Town

1927-28 Burton Town 3-2 Hereford United

1928-29 Burton Town 2-0 Hereford United

1929-30 Oakengates Town 3-1 Kidderminster Harriers

1930-31 Nuneaton Town 4-2 Evesham Town

1931-32 Redditch Town 3-2 Brierley Hill Alliance

1932-33 Brierley Hill Alliance 3-2 Redditch Town

1933-34 Kidderminster Harriers 2-1 Dudley Town

1934-35 Kidderminster Harriers 5-2 Nuneaton Town

1935-36 Hednesford Town 3-1 Burton Town

1936-37 Brierley Hill Alliance 5-2 Tamworth

1937-38 Kidderminster Harriers 2-1 Burton Town

1938-39 Redditch Town 1-0 Darlaston Town

1939-45 Ingen tävling på grund av Andra Världskriget

1945-46 Kidderminster Harriers 5-0 Stourbridge

1946-47 Wellington Town 2-1 Bromsgrove Rovers

1947-48 Atherstone Town 2-0 Bromsgrove Rovers

1948-49 Nuneaton Borough 2-1 Banbury Spencer

1949-50 Stourbridge 2-1 Bedworth Town

1950-51 Lockheed Leamington 3-1 Hereford United

1951-52 Brierley Hill Alliance 2-1 Halesowen Town

1952-53 Brierley Hill Alliance 2-1 Nuneaton Borough

1953-54 Burton Albion 2-1 Brierley Hill Alliance

1954-55 Brush Sports 1-1 Hinckley Athletic

1955-56 Nuneaton Borough 2-0 Brush Sports

1956-57 Lockheed Leamington 2-0 Redditch United

1957-58 Moor Green 1-0 Lockheed Leamington

1958-59 Stourbridge 2-1 Lockheed Leamington

1959-60 Nuneaton Borough 1-0 Banbury Spencer

1960-61 Tamworth 3-1 Rugby Town

1961-62 Lockheed Leamington 5-1 Rugby Town

1962-63 Stratford Town 2-1 Lockheed Leamington

1963-64 Kidderminster Harriers 3-2 Tamworth

1964-65 Kidderminster Harriers 3-1 Dudley Town

1965-66 Tamworth 3-1 Kidderminster Harriers

1966-67 Kidderminster Harriers 6-3 Nuneaton Borough

1967-68 Stourbridge 4-3 Halesowen Town

1968-69 Tamworth 6-3 Bilston Town

1969-70 Lockheed Leamington 3-0 Burton Albion

1970-71 Rugby Town 2-0 Burton Albion

1971-72 Lockheed Leamington 1-0 Highgate United

1972-73 Darlaston Town 2-1 AP Leamington

1973-74 Highgate United 3-2 Darlaston Town

1974-75 Atherstone Town 1-0 AP Leamington

1975-76 Worcester City 1-0 Stourbridge

1976-77 Redditch United 3-0 Atherstone Town

1977-78 Nuneaton Borough 1-0 Redditch United

1978-79 Bedworth United 2-0 AP Leamington

1979-80 Nuneaton Borough 2-0 Lye Town

1980-81 Bedworth United 2-0 Alvechurch

1981-82 Bedworth United 4-2 Alvechurch

1982-83 Birmingham City 1-0 Aston Villa

1983-84 Halesowen Town 1-0 Dudley Town

1984-85 Aston Villa 3-1 Wednesfield Social

1985-86 Dudley Town 4-2 Willenhall Town

1986-87 Wolverhampton Wanderers 2-1 Burton Albion

1987-88 West Bromwich Albion 3-1 Bedworth United

1988-89 VS Rugby 1-0 Bromsgrove Rovers

1989-90 West Bromwich Albion 2-0 Atherstone United

1990-91 West Bromwich Albion 2-0 Nuneaton Borough

1991-92 VS Rugby 3-0 Birmingham City

1992-93 Nuneaton Borough 2-0 VS Rugby

1993-94 Walsall 3-0 Hednesford Town

1994-95 Solihull Borough 2-0 Aston Villa

1995-96 Birmingham City 2-0 Aston Villa

1996-97 Burton Albion 3-1 Tamworth

1997-98 Halesowen Town 3-1 Redditch United

1998-99 Birmingham City 4-1 Wolverhampton Wanderers

1999-00 Birmingham City 1-0 Walsall

### 2000-talet
2000-01 Moor Green 3-1 Tamworth

2001-02 Nuneaton Borough 2-0 West Bromwich Albion (efter extra tid)

2002-03 Birmingham City 2-0 Moor Green (efter extra tid)

2003-04 Moor Green 1-0 Wolverhampton Wanderers

2004-05 Redditch United 3-2 Birmingham City

2005-06 Willenhall Town 1-0 Stourbridge

2006-07 Coventry City 3-2 Walsall (efter extra tid)

2007-08 Birmingham City 5-0 Burton Albion

2008-09 Hednesford Town 2-0 Stourbridge

2009-10 Nuneaton Town 2-1 Alvechurch

## Klubbarna med mest vinster
|   | Klubb                   | Vinster | Senaste vinst | Runner-up | Senaste finalförlust |
| - | ----------------------- | ------- | ------------- | --------- | -------------------- |
| 1 | Aston Villa             | 19      | 1985          | 10        | 1996                 |
| 2 | Birmingham City         | 12      | 2008          | 3         | 2005                 |
| 3 | Nuneaton Borough        | 8       | 2002          | 4         | 1991                 |
| 4 | Wolverhampton Wanderers | 7       | 1987          | 9         | 2004                 |
| = | Kidderminster Harriers  | 7       | 1967          | 2         | 1966                 |
| 6 | Redditch United         | 5       | 2005          | 4         | 1998                 |
| = | West Bromwich Albion    | 5       | 1991          | 8         | 2002                 |
| = | Lockheed Leamington     | 5       | 1972          | 5         | 1979                 |
| 9 | Walsall                 | 4       | 1994          | 6         | 2007                 |
| = | Brierley Hill Alliance  | 4       | 1953          | 2         | 1954                 |

Klubbar med tre vinster:
- Bedworth United, Burton Town, Coventry City, Moor Green, Stourbridge, Tamworth

## Rekord
- Mest vinster
  - Aston Villa (19)
- Mest vinster i rad
  - Aston Villa (4): 1882, 1883, 1884, 1885 & 1888, 1889, 1890, 1891
- Mest finaler
  - Aston Villa (29)
- Finalerna med mest mål
  - 1905 Small Heath 7-2 West Bromwich Albion
  - 1967 Kidderminster Harriers 6-3 Nuneaton Borough
  - 1969 Tamworth 6-3 Bilston Town